# Isola Bella (película)
Isola Bella es una película alemana de comedia estrenada en 1961, dirigida por Hans Grimm y protagonizada en los papeles principales por Marianne Hold y Paul Hubschmid.

## Sinopsis
El cónsul Stülcken, propietario del astillero Hamburg Stülcken, quiere casar a su hermosa hija Anne, que ha estado estudiando historia del arte en el extranjero durante años. Para hacer avanzar las cosas, y porque está convencido de que ha encontrado al yerno adecuado en su ingeniero más capaz, Hubert Bergmann, lo invita a unas vacaciones. No obstante, Anne quiere examinar antes al candidato a esposo elegido por su padre para cerciorarse que no está interesado en ella por la fortuna de su padre.

## Reparto
- Marianne Hold como Anne Stülcken
- Paul Hubschmid como Götz Renner
- Monika Dahlberg como Ulrike Höfler
- Claus Biederstaedt como Hubert Bergmann
- Willy Fritsch como Cónsul Heinrich Stülcken
- Ruth Stephan como Fräulein Finkenbusch
- Michl Lang como Weinbauer Pflanzelter
- Rudolf Schündler como Dr. Karlchen Petersen
- Hanita Hallan como Eva
- Herbert Hübner como Pianist Panetzki
- Erik Jelde como Guttmann
- Ferdinand Anton como Knut
- Oliver Grimm como Jakob
- Harald Juhnke como Butler Anton
- Lolita como Monika
- Barbro Svensson
- Gus Backus
- Carlos Otero
- Max Greger
- Karin Heske como Micky